# Интерлеукин 28
Интерлеукин 28 (ИЛ-28) је цитокин који има две изоформе, ИЛ-28A и ИЛ-28Б, и игра улогу у имуној одбрани против вируса, укључујући индукцију „антивирусног стања“ путем укључивања Mx протеина, 2',5'-олигоаденилат синтетазе као и ИСГФ3Г (Интерферон Стимулисаног Ген Фактора 3). ИЛ-28A и ИЛ-28Б припадају тип  интерферон фамилији цитокина и веома су слични (по аминокиселинској секвенци) са ИЛ-29. Њихова класификација као интерферони је услед њихове способности да индукују антивирално стање, док је њихова додатна класификација као цитокини услед њихове хромозомске локације као и чињенице да су они кодирани са више ексона, што је у супротности са једним ексоном као што је то случај са тип  интерферонима.

## Откриће
ИЛ-28 је открила 2003. године компанија Zymogenetics користећи процес геномског скринирања у коме је целокупан људски геном скениран за претпостављене гене. Кад су једном ти гени нађени, други скен је извршен да би специфично тражили цитокини. Оба ИЛ-28 и ИЛ-29 су нађена код људи користећи овај тип анализе.

## Структура
ИЛ-28 гени су лоцирани близу ИЛ-29 на хромозому 19 код људи. Две ИЛ-28 изоформе (ИЛ-28A и ИЛ-28B) су 96% хомологне, мада разлике у функцији између две форме остају нејасне.
Рецептор за ИЛ-28 се састоји од јединственог ИЛ-28 рецептор алфа ланца, који формира пар са ИЛ-10 рецептор бета ланцом, што наводи многе да класификују ИЛ-28 као члана ИЛ-10-попут фамилије.

## Функција
За ИЛ-28 је исто било показано да игра улогу у адаптивном имуном одговору, пошто његова употреба као имуно-адјуванта у току вакцинације малих животиња доводи до увећаног антиген-специфичног интерферон гама ослобађања, као и повећаног цитотоксичног потенцијала у ЦД8+ T ћелијама.

## Клинички значај
Додатак ИЛ-28 код вакцинације резултује у 100% заштити од леталног H1N1 инфлуенца изазова у моделу на малим животињама кад је коришћен у пару са инфлуенца вакцином која заштићује у само 50% случајеве без ИЛ-28.
Појединачни нуклеотидни полиморфизам (СНП) близу ИЛ28Б гена може предвидети одговор на хепатитис Ц третман са интерфероном и рибавирином.